# Marmosa rapposa
Marmosa rapposa és una espècie d'opòssum de la família dels didèlfids. Viu a altituds inferiors a 2.500 msnm al nord-oest de l'Argentina, l'est de Bolívia, el Brasil, el Paraguai i el sud-est del Perú. El seu hàbitat natural són els boscos de diferents tipus. Té una llargada de cap a gropa de 118–186 mm, la cua de 162–239 mm i un pes de 37–132 g. Durant un quart de segle fou considerada un sinònim o una subespècie de M. regina (actualment inclosa en M. isthmica).